# Robert Durrer (historien)
Pour les articles homonymes, voir Durrer et Robert Durrer.
Robert Durrer, né le 2 mars 1867 à Stans et mort le 17 mai 1934 est un historien suisse, spécialiste de l'histoire de l'art. Il fut aussi magistrat et archiviste. Il est considéré comme l'un des meilleurs experts de l'histoire suisse.

## Biographie
Robert Durrer était catholique et le fils unique (avec quatre sœurs) de Robert Durrer (1836-1889) qui fut huit fois maire et conseiller national et petit-fils d'Anton Albert Durrer (1793–1865) du conseil paroissial de Stans, qui fut agent commercial et commerçant. De 1883 à 1885, il fréquente les écoles d'art de Berne et de Genève, de 1885 à 1889 le lycée d'Einsiedeln, puis de Sarnen. De 1889 à 1891, il étudie le droit à Berne et de 1891 à 1893 l'histoire à Zurich. En 1893, il obtient son doctorat (Dr. phil. À partir de 1893, il travaille sur les statistiques des monuments d'art suisses (plus tard Monuments d'art de la Suisse ). De 1901 à 1907, il est conseiller municipal et conseiller d'église à Stans. Il fut juge cantonal de 1895 à 1934 et archiviste d'Etat pour le canton de Nidwald de 1896 à 1934.

## Distinctions
- Commandeur de l'ordre de Saint-Grégoire-le-Grand

## Travaux
En 1894, Durrer, avec Josef Zemp, a participé à l'enquête topographique artistique du monastère St. Johann à Müstair ; En 1906, ils y découvrent le cycle mural dans une salle du sous-sol de l'aile ouest, probablement du XIe siècle. Siècle. Durrer était ami avec toi. un. avec le professeur zurichois d'histoire de l'art Linus Birchler (1893–1967). En 1901, il crée les armoiries municipales d'Oberdorf, ainsi que les armoiries d'autres localités, et il dessine également le drapeau de la Garde suisse. Il a reçu la croix pontificale de commandeur de Saint Grégoire. Il est officier de l'Ordre de la Couronne belge. Ses travaux sur les monuments d'art du canton d'Unterwald et v. un. ses sources sur Niklaus von Flüe sont toujours considérées comme des ouvrages de référence.
Les cahiers, la correspondance et la succession se trouvent dans les archives de l'abbaye d'Engelberg. Par "agacement contre certains politiciens", il n'a pas légué le domaine à l'association historique du canton de Nidwald ou à la bibliothèque cantonale. Le Nidwaldner Museum présente des centres de table, des récipients à boire et un cheval en peluche de Robert Durrer.

## Œuvres (sélection)
- Die Verheerungen des Lieli- und Trästlibaches in Beckenried und der Wetterschaden in Nidwalden den 4. Juli 1883: Bericht des Centralhülfscomité über die zu Gunsten der Geschädigten eingegangenen Liobesgaben und deren Vertheilung an Landammann und Regierungsrath von Nidwalden, 12. Juli 1885, Buchdruckerei von Paul von Matt, Stans 1885.
- Die Freiherren von Ringgenberg, Vögte von Brienz, und der Ringgenberger Handel. In: Jahrbuch für schweizerische Geschichte  (ISSN 1013-0640) 21 (1896), S. 195–391.
- Die Bundesbriefe der alten Eidgenossen, 1291–1513. Nach den Originalen bearb. und mit Erläuterungen versehen von Dr. Robert Durrer, Zürcher & Furrer, Zürich 1904.
- Die Schweizergarde in Rom und die Schweizer in päpstlichen Diensten, H. von Matt & Co., Stans 1906 / Räber, Luzern 1927.
- Die Fischereirechte in Nidwalden, in: Beiträge zur Geschichte Nidwaldens 10 (1907), S. 29–84
- Die ersten Freiheitskämpfe der Urschweiz, in: Schweizer Kriegsgeschichte [Bern] 1 (1915), S. 74–98
- Kriegsbetrachtungen, Schriften für Schweizer Art und Kunst 24/25, Zürich 1915.
- Die Gemeindewappen Unterwaldens, in: Beiträge zur Geschichte Nidwaldens 26 (1959), S. 44–67; auch in: Schweizer Archiv für Heraldik 1917; auch als Separatdruck, Stans 1918.
- Robert Durrer (Hrsg.): Bruder Klaus. Die ältesten Quellen über den seligen Niklaus von Flüe, sein Leben und seinen Einfluss. Regierungsdruckerei, Sarnen 1917ff, Nachdruck 1981, 2 Bände.
- Das Frauenkloster Engelberg als Pflegestätte der Mystik: seine Beziehungen zu den Strassburger Gottesfreunden und zu den frommen Laienkreisen der Innerschweiz, in: Der Geschichtsfreund. Mitteilungen des Historischen Vereins der Fünf Orte 76 (1921), S. 195–218.
- Die Kunstdenkmäler des Kantons Unterwalden, Die Kunstdenkmäler der Schweiz 1, Schweizerisches Landesmuseum, Zürich 1899–1928, Nachdruck Birkhäuser Verlag, Basel 1971.
- Glarner Fahnenbuch, hrsg. vom Historischen Verein des Kantons Glarus. Bearbeitet von Robert Durrer, Zürich 1928.
- Studien zur ältesten Geschichte Luzerns und des Gotthardweges, in: Der Geschichtsfreund. Mitteilungen des Historischen Vereins der Fünf Orte 84 (1929), S. 1–72.
- Das Testament des Obwaldner Landammanns Nikolaus von Rüdli, des jüngeren, vom Jahre 1442: Ein Beitrag zur innerschweizerischen Rechts- und Kulturgeschichte, in: Der Geschichtsfreund. Mitteilungen des Historischen Vereins der Fünf Orte 85 (1930), S. 196–234.
- Luzerner Bilderchronik 1513: zur VI. Jahrhundertfeier des Eintrittes Luzerns in den Bund der Eidgenossen; Diebold Schilling; hrsg. von der Einwohner- und Korporationsgemeinde Luzern; bearbeitet von Robert Durrer und Paul Hilber, Sadag, Genf 1932.
- Heinrich Angst, erster Direktor des Schweizerischen Landesmuseums, britischer Generalkonsul. Zu Ende geführt von Fanny Lichtlen, Tschudi & Co., Glarus 1948.
- Das Wappen von Unterwalden, in: Beiträge zur Geschichte Nidwaldens 26 (1959), S. 9–43.
- Gutachten über die Schreibweise der Nidwaldner Familiennamen, in: Beiträge zur Geschichte Nidwaldens 26 (1959), S. 68–73.